# 3-Bromobenzaldéhyde
Le 3-bromobenzaldéhyde est un composé chimique de formule BrC6H4CHO. C'est un dérivé du bromobenzène C6H5Br et du benzaldéhyde C6H5CHO, et un précurseur utilisé en synthèse organique.